# Círculo vicioso (cuento)
Círculo vicioso (Runaround en inglés) es un cuento o relato corto de ciencia ficción escrito por Isaac Asimov en 1941.
El cuento fue publicado por primera vez en el ejemplar del marzo de 1942 de la revista Astounding Science Fiction. Aparece en las Colecciones Yo, Robot (1950), The Complete Robot (1982), y Visiones de robot (1990).
Muchas de las historias de Asimov acerca de Robots exploran las implicaciones de las Tres leyes de la robótica, y aunque en "Círculo Vicioso" el robot está en realidad siguiendo las leyes estrictamente, se plantea un problema de vida o muerte que debe ser resuelto con creatividad humana. Ambigüedades en el lenguaje son usadas para obtener el mismo efecto: que el robot haga lo que se le dice, pero no lo que se desea o necesita.
Ese es el leit motiv de Asimov: cómo la creatividad humana debe ser utilizada para resolver problemas extraños, que aparecen incluso con leyes -en apariencia- "perfectas".

## Historia
En el 2015, Powell, Donovan (dos científicos de la US Robotics) y el robot SPD-13 (apodado "Speedy"- veloz por su similitud fonética en inglés) son enviados a reiniciar operaciones en una estación minera en Mercurio que fue abandonada diez años antes. Como la radiación solar en Mercurio es miles de veces más alta que en la Tierra, sería tarea de Speedy el trabajar bajo los intensos rayos. 
Los técnicos descubren que los bancos de fotocélulas que proveen vida a la base tienen poco selenio, y si no consiguen más, pronto morirán por falta de energía. El pozo de selenio más cercano está a 17 millas y como Speedy puede soportar las altas temperaturas de Mercurio, es enviado por Donovan para recogerla. Los astronautas empiezan a preocuparse cuando se dan cuenta de que Speedy no ha regresado desde hace 5 horas, y descubren que está corriendo en un enorme círculo alrededor de un pozo de selenio. Como están a una considerable distancia, no pueden acercarse considerando la intensa radiación solar. Hurgando en la estación, descubren robots más primitivos que aún funcionan, por lo que los usan para ir a recuperar a Speedy, y tratar de analizar lo que le había pasado. Los robots primitivos funcionan bien, pero no pueden actuar solos, siempre tienen que tener a un humano "montado" sobre ellos. 
Se calzan sus insotrajes (trajes espaciales que resisten unos minutos la radiación solar mercuriana) pero se movilizan por túneles para minimizar su exposición a la intensa radiación solar. Cuando finalmente divisan a Speedy, "se dan cuenta de que la forma de caminar de Speedy incluía un movimiento giratorio inestable, un movimiento de lado-a-lado" (Asimov 49). Los astronautas le piden a Speedy que regrese, pero éste empieza a decir cosas incoherentes como: "Hot dog, juguemos algo. Tu me atrapas y yo te atrapo; ningún amor puede cortar nuestro cuchillo en dos" (Asimov 49) citando a Gilbert y a Sullivan, y continúa alejándose de los técnicos. Speedy continúa mostrando síntomas que, si fuera humano, serían interpretadas como ebriedad. Los insotrajes no permiten a los técnicos acercarse al robot, pues éste es muy veloz, y para lograrlo demorarían más de lo que resisten los trajes. 
Powell deduce que la fuente de selenio contiene algún tipo de peligro inesperado para el robot, que lo hace alejarse de ella. Bajo circunstancias normales, Speedy observaría la segunda ley ("un robot debe obedecer órdenes"), pero Speedy fue caro de fabricar y "no es algo para ser destruido como si nada... La regla tres ha sido fortalecida... así que su sensibilidad al peligro es inusualmente alta" (Asimov 51). Debido a que la orden de recoger el selenio fue dicha sin un énfasis en particular, Speedy no puede decidir si obedecerla (Segunda Ley) o protegerse a sí mismo del peligro (la fortalecida Tercera Ley). Por lo que da vueltas al pozo de selenio, en el punto de equilibrio entre las dos reglas. Las duras condiciones y el conflicto de reglas lo lastimaron a tal grado que comienza a comportarse "ebrio" y a mostrar signos de desgaste mecánico.
Los intentos de ordenar a Speedy a regresar (Segunda Regla) fallaron porque el confundido cerebro positrónico no puede aceptar nuevas órdenes. Intentos de cambiar el peligro del robot (Tercera Regla) arrojándole sustancias químicas con los robots antiguos sólo causan que Speedy cambie de ruta hasta encontrar un nuevo punto de equilibrio. La situación se vuelve desesperante. 
Por supuesto, la única cosa que se encuentra sobre la Segunda y Tercera Regla es la Primera Regla ("un robot no debe permitir que sus amos humanos reciban daño"). Por consiguiente, Powell decide  acercarse a Speedy, lo que logra exponiéndose al sol con su insotraje, arriesgando su pellejo pues éste último sólo soporta unos minutos el asfixiante calor, pero en definitiva ya no había otra opción. Su truco funciona: al ver a Powell en peligro, la primera regla obliga a Speedy a salvarlo y a reponerse de su estado de "ebriedad", con lo cual todo vuelve a la normalidad: Speedy recupera su "cordura", obtiene el selenio necesario, con él se reparan los bancos de fotoceldas y los técnicos salvan sus vidas.
Powell se desmaya y cuando despierta, entiende que todo se ha solucionado. Y finaliza el tema alegrándose de su siguiente misión, que se desarrollará en otra estación donde la temperatura estará cercana al cero absoluto. 
- Datos: Q1074155